# Marcus Paus
Marcus Paus (ˈmɑ̀rkʉs ˈpæʉs; * 14. října 1979 Oslo, Norsko) je norský hudební skladatel. Je jedním z nejznámějších skandinávských skladatelů současnosti a je známý svou orientací na tradici, tonalitu a melodii. Píše komorní hudbu, sborová díla, sólová díla, koncerty, orchestr, opery, symfonie a kinematografickou hudbu.